# Memecylon gracilipes
Memecylon gracilipes är en tvåhjärtbladig växtart som beskrevs av Charles Budd Robinson. Memecylon gracilipes ingår i släktet Memecylon och familjen Melastomataceae. Inga underarter finns listade i Catalogue of Life.